# Второе правительство Каи Каллас
Правительство Каи Каллас (эст. Kaja Kallase valitsus) — коалиционное правительство Эстонии, действовавшее с 18 июля 2022 года по 17 апреля 2023 года под председательством Каи Каллас (Партия реформ). В правительственную коалицию входили Партия реформ, Социал-демократическая партия и партия «Отечество», получившие по пять мест в правительстве.

## История
14 июля 2022 года первое правительство Каи Каллас ушло в отставку после распада коалиции с Центристской партией.

## Состав
- Премьер-министр — Кая Каллас (Партия реформ)
- Министр финансов[англ.] — Кейт Пентус-Розиманнус (Партия реформ)
- Министр обороны — Ханно Певкур (Партия реформ)
- Министр социальной защиты[англ.] — Сигне Рийсало (Партия реформ)
- Министр сельской жизни[англ.] — Урмас Круузе (Партия реформ)
- Министр иностранных дел — Урмас Рейнсалу (Отечество)
- Министр юстиции[англ.] — Леа Данильсон-Ярг (Отечество)
- Министр образования и науки[англ.] — Тынис Лукас (Отечество)
- Министр предпринимательства и информационных технологий[англ.] — Кристьян Ярван[эст.] (Отечество)
- Министр административного управления[англ.] — Рийна Солман[эст.] (Отечество)
- Министр экономики и инфраструктуры[англ.] — Рийна Сиккут (Социал-демократическая партия)
- Министр внутренних дел — Лаури Ляэнеметс (Социал-демократическая партия)
- Министр здоровья и труда[англ.] — Пеэп Петерсон[эст.] (Социал-демократическая партия)
- Министр окружающей среды[англ.] — Мадис Каллас (Социал-демократическая партия)
- Министр культуры[англ.] — Пирет Хартман (Социал-демократическая партия)